# Adam Krzesiński
Adam Artur Krzesiński (ur. 13 września 1965 w Warszawie) – polski szermierz, florecista, działacz sportowy. Dwukrotny medalista olimpijski, wielokrotny medalista mistrzostw świata i Europy.

## Życiorys
Krewny tyczkarza Andrzeja Krzesińskiego i zapaśnika Stanisława Krzesińskiego. Trenować szermierkę zaczął podczas nauki w szkole podstawowej; jego nauczycielka wychowania fizycznego, Renata Krzykalska-Popek, była florecistką. Ukończył następnie stołeczne Liceum Ogólnokształcące Mistrzostwa Sportowego nr 59 na Bielanach. Został absolwentem Akademii Wychowania Fizycznego w Warszawie, a także podyplomowych studiów menedżerskich organizacji i zarządzania w sporcie.
Karierę sportową zakończył w 2002. W jej trakcie, walcząc w drużynie, zdobył złoty medal na mistrzostwach świata w La Chaux-de-Fonds w 1998, srebrne medale na mistrzostwach świata w Lyonie w 1990 i Nîmes w 2001, brązowe medale podczas mistrzostw świata w Essen w 1993, Hadze w 1995 i Seulu w 1999.
Sześciokrotnie zdobywał medale mistrzostw Europy. Indywidualnie był pierwszy na ME w Gdańsku (1997) oraz drugi podczas ME w Koblencji (2001). Ponadto zdobył cztery medale w zawodach drużynowych: srebrny na ME w Płowdiwie (1998) oraz brązowe na ME w Wiedniu (1991), ME w Bolzano (1999) i ME w Koblencji (2001).
Na letnich igrzyskach olimpijskich w Barcelonie w 1992 reprezentacja Polski w składzie: Marian Sypniewski, Piotr Kiełpikowski, Adam Krzesiński, Cezary Siess i Ryszard Sobczak zdobyła brązowy medal w turnieju drużynowym. Indywidualnie zajął 44. miejsce. Na rozgrywanych cztery lata później igrzyskach olimpijskich w Atlancie wspólnie z Piotrem Kiełpikowskim, Jarosławem Rodzewiczem i Ryszardem Sobczakiem wywalczył srebrny medal drużynowo. Indywidualnie zajął 27. miejsce. Brał również udział w igrzyskach olimpijskich w Sydney w 2000, zajmując 4. miejsce drużynowo i 26. miejsce indywidualnie.
Był mistrzem i wicemistrzem Polski. Od 2002 pracował jako dyrektor klubu sportowego AZS-AWF Warszawa. W latach 2005–2023 pełnił funkcję sekretarza generalnego Polskiego Komitetu Olimpijskiego.

## Odznaczenia
- Krzyż Oficerski Orderu Odrodzenia Polski (2021)[6][7]
- Krzyż Kawalerski Orderu Odrodzenia Polski (2012)[8]
- Złoty Krzyż Zasługi (1996)[9]
- Medal za Wybitne Osiągnięcia Sportowe